# Virtuelle Masse (Elektronik)
Die virtuelle Masse (auch virtueller Nullpunkt, VNP) beschreibt in der Elektronik einen Punkt einer elektrischen Schaltung, der trotz fließender Ströme ein Massepotential aufweist, jedoch nicht direkt mit der Masse verbunden ist. Die Realisierung gelingt mit einem verstärkenden Element (meist einem Operationsverstärker), das bei der geringsten auftretenden Spannung an diesem Punkt unverzüglich Gegenmaßnahmen einleitet und dafür sorgt, dass die Spannung an diesem Punkt nahezu Null bleibt. Die Spannung am virtuellen Massepunkt wird auf diese Weise auf Massepotential geregelt.

## Beispiel

Beschaltung eines invertierenden Verstärkers

Der invertierende Verstärker verstärkt die Eingangsspannung Ue mit dem Faktor:
{\displaystyle V=-{\frac {R_{2}}{R_{1}}}\Rightarrow U_{\text{a}}=-U_{\text{e}}\cdot {\frac {R_{2}}{R_{1}}}}
Der Operationsverstärker versucht mit Hilfe seiner Ausgangsspannung Ua die Differenzspannung an seinen Eingängen auf Null zu halten. Wenn R1 = 1 kΩ und R2 = 10 kΩ sind, fließt bei Ue = 0,5 V durch R1 Strom, der die Spannung am invertierenden Eingang (−) des Operationsverstärkers kurzzeitig positiv macht. Wegen der sehr hohen Leerlaufverstärkung von beispielsweise 100.000 ändert sich Ua innerhalb von Mikrosekunden auf −5 V, denn nur dann gilt: 
- Durch beide Widerstände R1 und R2 fließen 0,5 mA.
- Die jeweiligen Spannungsabfälle betragen U1 = 0,5 V bzw. U2 = 5 V.
- Deshalb beträgt die Spannung am invertierenden Eingang (−) des Operationsverstärkers nur 5 V : 100.000 = 50 µV.
- Diese Spannung ist so gering, dass man mit einfachen Messgeräten meint, dieser Punkt wäre mit Masse verbunden – auch dann, wenn sich Ue ändert.
- Der Eingangswiderstand dieser Schaltung ergibt sich (unter Vernachlässigung der endlichen Leerlaufverstärkung) durch die virtuelle Masse schlicht zu R1.

Zu beachten ist, dass die Leerlaufverstärkung bei Operationsverstärkern üblicherweise keine sehr genau spezifizierte Größe ist, da lediglich wichtig ist, dass sie sehr groß ist; wie groß genau, ist von untergeordneter Bedeutung.
Den virtuellen Massepunkt darf man nicht direkt oder über einen großen Kondensator mit Masse verbinden, weil man dadurch das schnelle Regeln des OP verhindert.
Die Potentialgleichheit bei den beiden Eingängen eines idealen Operationsverstärkers, im Fall der Gegenkopplung, wird manchmal auch als virtueller Kurzschluss bezeichnet, da die beiden Eingänge das gleiche Potential aufweisen und sich scheinbar wie kurzgeschlossen verhalten. Das Potential an den beiden Eingängen muss in diesem Fall nicht gleich dem Massepotential sein.